# كاتدرائية إتشميادزينه
تظهر كاتدرائية إتشميادزينه (بالأرمينية:Էջմիածնի Մայր տաճար, Ēǰmiatsni Mayr tačar) وكنائسها بالإضافة إلى الآثار في زفانوتز تطوّر الكنيسة الكبيرة الأرمنية ذات القبة المركزية والتصميم على شكل صليب الذي كان له الأثر الكبير على التطوّر الهندسي المعماري والفني في المنطقة. سجلت في قائمة التراث العالمي عام 2000.

## معرض صور

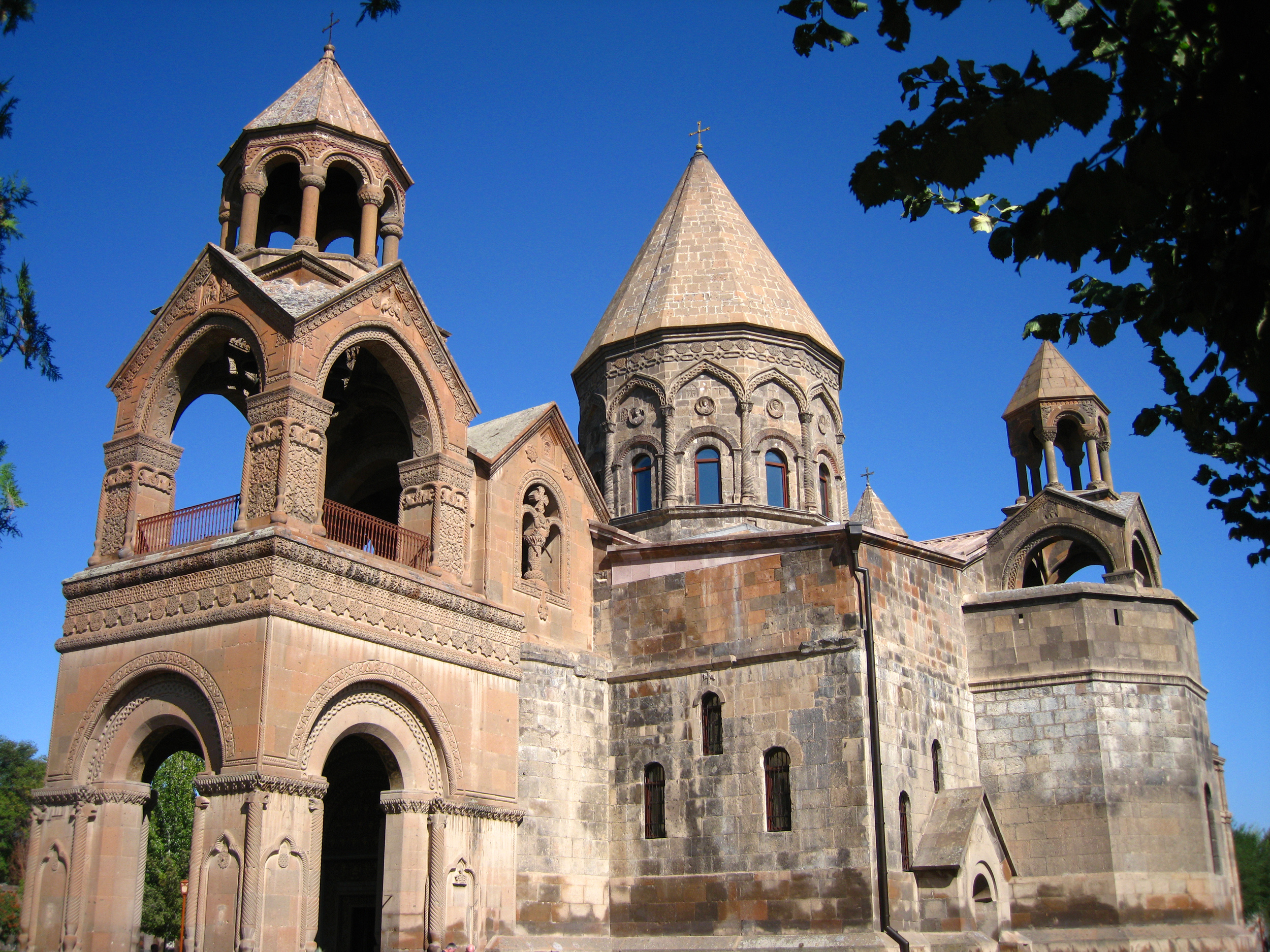
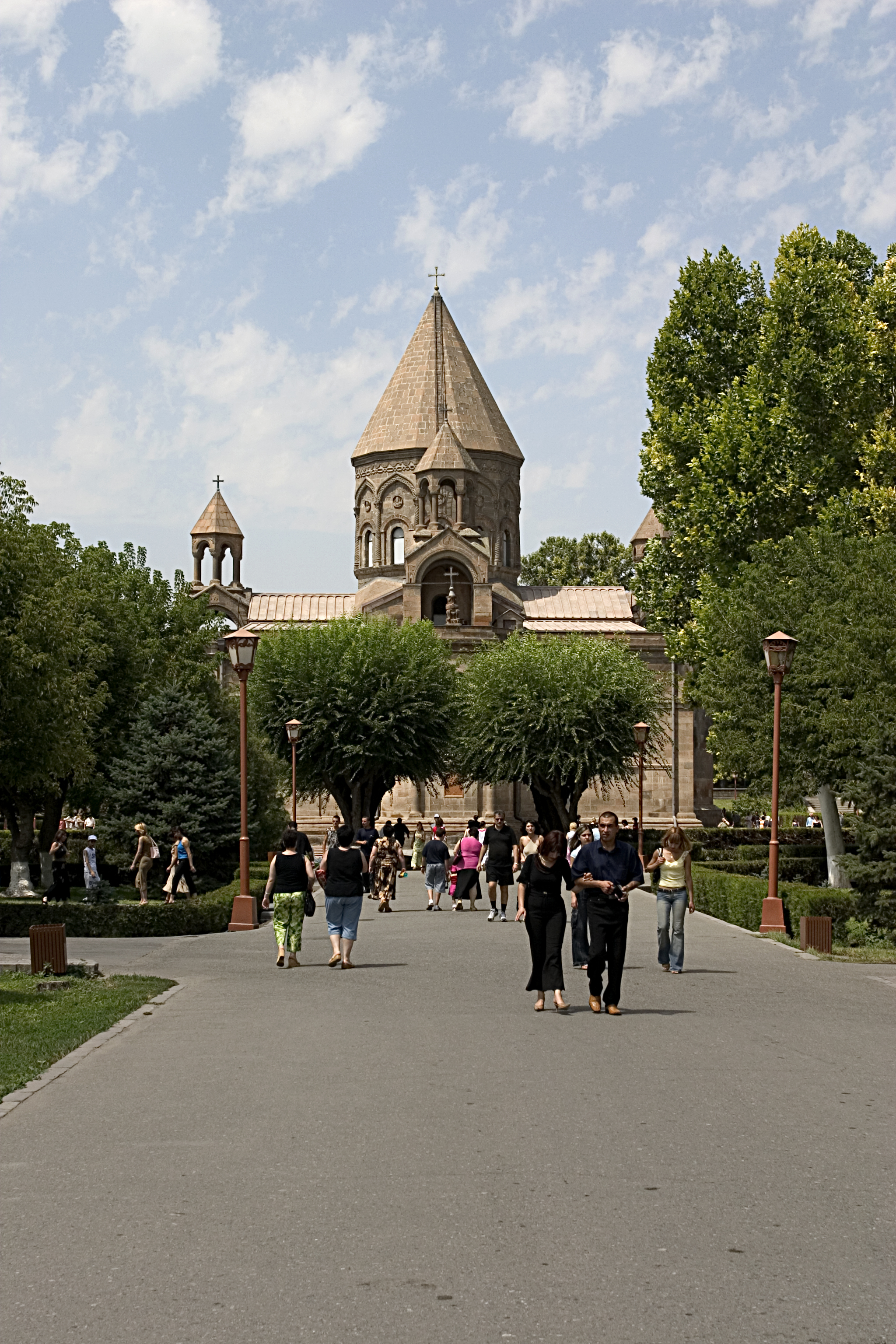
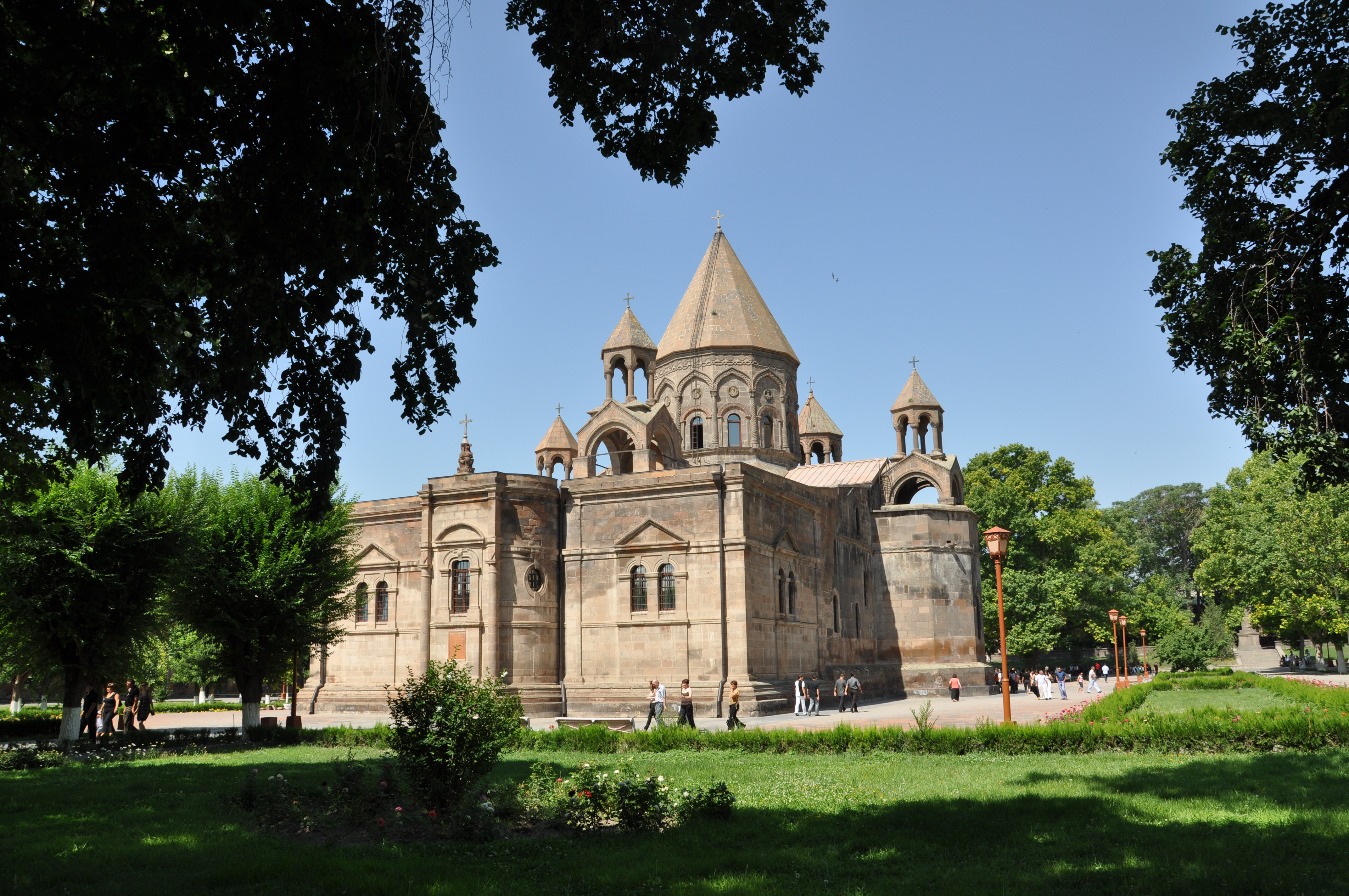
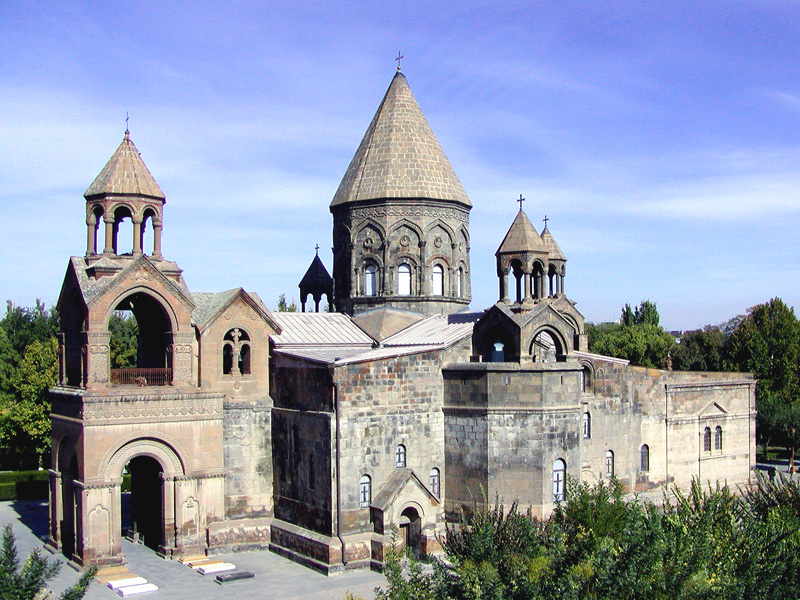
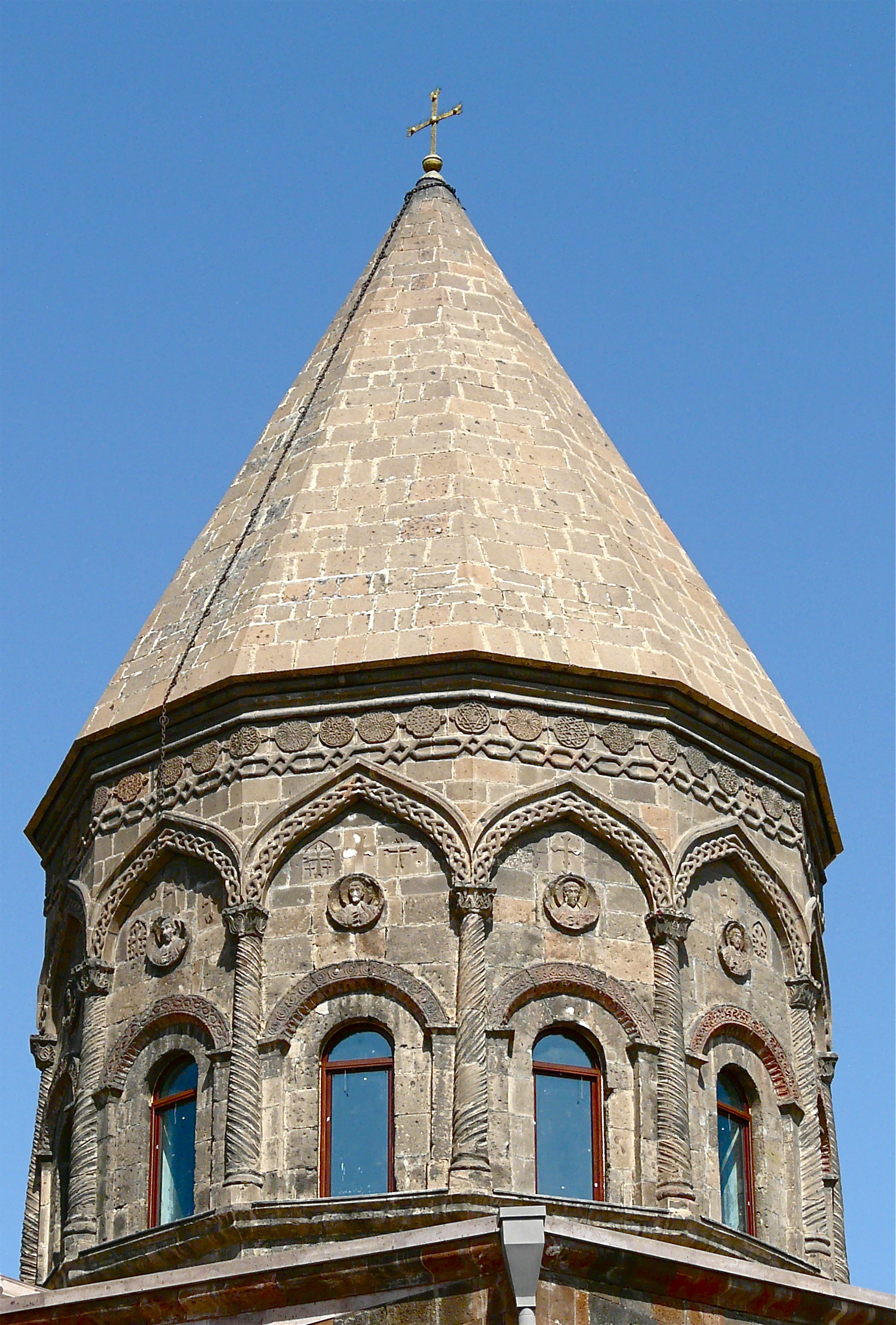

## أعلام
- فاهغان ميليتوسيان